# Bagration-Prospekt
Der Bagration-Prospekt (russisch Проспект Багратиона) ist eine Schnellstraße in Moskau, die den Stadtteil Moskau City und den Dritten Verkehrsring mit dem Moskauer Autobahnring (MKAD) verbindet.

## Geschichte
Der Bau der Avenue begann im Februar 2019. Am 9. September 2023 wurde die Straße durch den russischen Präsidenten Putin und den Moskauer Bürgermeister Sobjanin eröffnet. Grund für den Bau der Avenue ist die Entlastung des Kutusow-Prospekts.

## Sonstiges
Die Avenue wurde am 29. August 2023 zu Ehren von Pjotr Iwanowitsch Bagration, dem russischen Oberbefehlshaber der 2. Westarmee im Krieg gegen Napoleon 1812, benannt, da sie im Westen Moskaus zwischen den nach Befehlshabern und Helden des Krieges gegen Napoleon 1812 benannten Straßen liegt und an die größte von ihnen, den Kutusow-Prospekt, anschließt.